# Gourdièges
Gourdièges est une commune française située dans le département du Cantal, en région Auvergne-Rhône-Alpes.

## Géographie
Plateau au-dessus de Pierrefort en direction de Saint-Flour. Le bourg de Gourdièges est situé entre le puy de Gourdièges et le puy Renel.

### Communes limitrophes
| Cézens     |              |                                  |
|            | Gourdièges   | Neuvéglise-sur-Truyère (Oradour) |
| Pierrefort | Sainte-Marie |                                  |

### Climat
Pour des articles plus généraux, voir Climat d'Auvergne-Rhône-Alpes et Climat du Cantal.
En 2010, le climat de la commune est de type climat de montagne, selon une étude du CNRS s'appuyant sur une série de données couvrant la période 1971-2000. En 2020, Météo-France publie une typologie des climats de la France métropolitaine dans laquelle la commune est exposée à un climat de montagne ou de marges de montagne et est dans la région climatique  Ouest et nord-ouest du Massif Central, caractérisée par une pluviométrie annuelle de 900 à 1 500 mm, maximale en automne et en hiver. 
Pour la période 1971-2000, la température annuelle moyenne est de 7,5 °C, avec une amplitude thermique annuelle de 15,3 °C. Le cumul annuel moyen de précipitations est de 1 135 mm, avec 11,7 jours de précipitations en janvier et 7,3 jours en juillet. Pour la période 1991-2020, la température moyenne annuelle observée sur la station météorologique de Météo-France la plus proche, sur la commune de Valuéjols à 14 km à vol d'oiseau, est de 8,7 °C et le cumul annuel moyen de précipitations est de 892,1 mm,. Pour l'avenir, les paramètres climatiques de la commune estimés pour 2050 selon différents scénarios d'émission de gaz à effet de serre sont consultables sur un site dédié publié par Météo-France en novembre 2022.

## Urbanisme

### Typologie
Au 1er janvier 2024, Gourdièges est catégorisée commune rurale à habitat très dispersé, selon la nouvelle grille communale de densité à 7 niveaux définie par l'Insee en 2022.
Elle est située hors unité urbaine et hors attraction des villes,.

### Occupation des sols
L'occupation des sols de la commune, telle qu'elle ressort de la base de données européenne d’occupation biophysique des sols Corine Land Cover (CLC), est marquée par l'importance des territoires agricoles (90,8 % en 2018), en diminution par rapport à 1990 (93,8 %). La répartition détaillée en 2018 est la suivante : 
prairies (69,4 %), zones agricoles hétérogènes (21,3 %), forêts (5,3 %), milieux à végétation arbustive et/ou herbacée (4 %). L'évolution de l’occupation des sols de la commune et de ses infrastructures peut être observée sur les différentes représentations cartographiques du territoire : la carte de Cassini (XVIIIe siècle), la carte d'état-major (1820-1866) et les cartes ou photos aériennes de l'IGN pour la période actuelle (1950 à aujourd'hui).

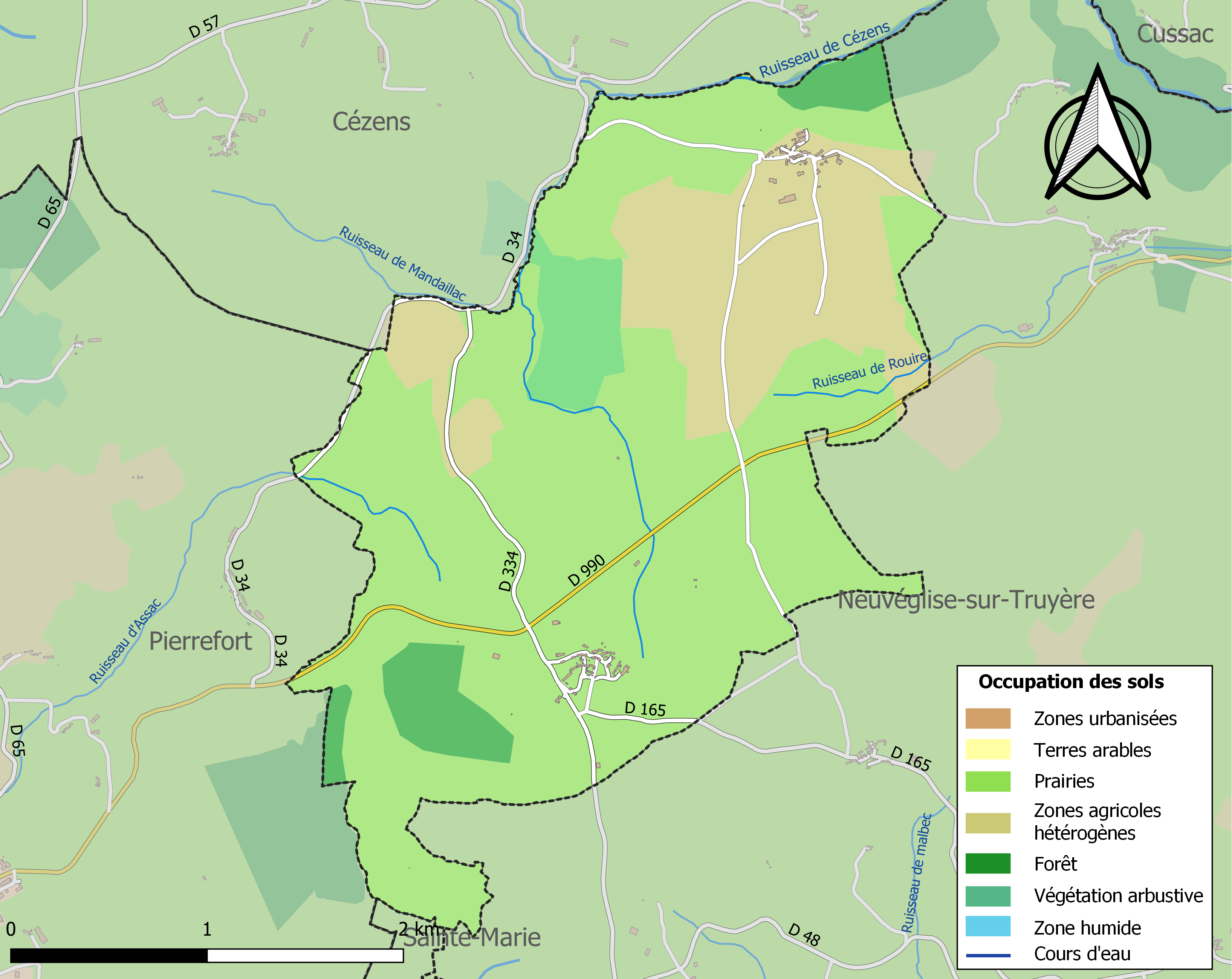
Carte des infrastructures et de l'occupation des sols de la commune en 2018 (CLC).

### Habitat et logement
En 2018, le nombre total de logements dans la commune était de 43, alors qu'il était de 40 en 2013 et de 44 en 2008.
Parmi ces logements, 65,1 % étaient des résidences principales, 25,6 % des résidences secondaires et 9,3 % des logements vacants. Ces logements étaient pour 90,7 % d'entre eux des maisons individuelles et pour 9,3 % des appartements.
Le tableau ci-dessous présente la typologie des logements à Gourdièges en 2018 en comparaison avec celle du Cantal et de la France entière. Une caractéristique marquante du parc de logements est ainsi une proportion de résidences secondaires et logements occasionnels (25,6 %) supérieure à celle du département (20,4 %) et à celle de la France entière (9,7 %). Concernant le statut d'occupation de ces logements, 67,9 % des habitants de la commune sont propriétaires de leur logement (67,9 % en 2013), contre 70,4 % pour le Cantal et 57,5 pour la France entière.
| Typologie                                               | Gourdièges | Cantal | France entière |
| ------------------------------------------------------- | ---------- | ------ | -------------- |
| Résidences principales (en %)                           | 65,1       | 67,7   | 82,1           |
| Résidences secondaires et logements occasionnels (en %) | 25,6       | 20,4   | 9,7            |
| Logements vacants (en %)                                | 9,3        | 11,9   | 8,2            |

## Toponymie
Vient de gour de neige : Gourdièges

## Histoire
Avant la Révolution, le village était le siège d’une justice seigneuriale, régie par le droit écrit, qui ressortait au bailliage de Saint-Flour.

## Politique et administration

### Tendances politiques et résultats
Aux élections européennes de 2014, les électeurs de Gourdièges ont voté à 44 % pour la liste du Front National et à 44 % également pour la liste UMP.

### Liste des maires
| Période                                  | Période                         | Identité      | Étiquette | Qualité              |
| ---------------------------------------- | ------------------------------- | ------------- | --------- | -------------------- |
| Les données manquantes sont à compléter. |                                 |               |           |                      |
| 1953                                     | 1977                            | Pierre Juery  |           |                      |
| 1977                                     | 2008                            | Marcel Rigal  |           |                      |
| 2008                                     | En cours (au 11 septembre 2020) | Bernard Coudy | DVD       | Agriculteur retraité |

## Population et société

### Démographie
L'évolution du nombre d'habitants est connue à travers les recensements de la population effectués dans la commune depuis 1793. Pour les communes de moins de 10 000 habitants, une enquête de recensement portant sur toute la population est réalisée tous les cinq ans, les populations de référence des années intermédiaires étant quant à elles estimées par interpolation ou extrapolation. Pour la commune, le premier recensement exhaustif entrant dans le cadre du nouveau dispositif a été réalisé en 2007.

En 2022, la commune comptait 68 habitants, en évolution de +19,3 % par rapport à 2016 (Cantal : −1,08 %, France hors Mayotte : +2,11 %).
| 1793 | 1800 | 1806 | 1821 | 1831 | 1836 | 1841 | 1846 | 1851 |
| ---- | ---- | ---- | ---- | ---- | ---- | ---- | ---- | ---- |
| 238  | 254  | 288  | 193  | 269  | 325  | 297  | 268  | 270  |

| 1856 | 1861 | 1866 | 1872 | 1876 | 1881 | 1886 | 1891 | 1896 |
| ---- | ---- | ---- | ---- | ---- | ---- | ---- | ---- | ---- |
| 259  | 236  | 217  | 190  | 182  | 164  | 183  | 165  | 184  |

| 1901 | 1906 | 1911 | 1921 | 1926 | 1931 | 1936 | 1946 | 1954 |
| ---- | ---- | ---- | ---- | ---- | ---- | ---- | ---- | ---- |
| 159  | 167  | 159  | 126  | 154  | 149  | 160  | 139  | 129  |

| 1962 | 1968 | 1975 | 1982 | 1990 | 1999 | 2006 | 2007 | 2012 |
| ---- | ---- | ---- | ---- | ---- | ---- | ---- | ---- | ---- |
| 107  | 105  | 103  | 79   | 61   | 54   | 63   | 64   | 58   |

| 2017 | 2022 | - | - | - | - | - | - | - |
| ---- | ---- | - | - | - | - | - | - | - |
| 60   | 68   | - | - | - | - | - | - | - |

### Manifestations et évènements
La Virade de Gourdièges en août.
Fête patronale en septembre.
Associations : chasse – ski-club.

## Économie
Un café-restaurant.
Le principal secteur d’emploi est l’agriculture.

## Culture locale et patrimoine

### Lieux et monuments
Église Saint-Men du XVIe siècle avec superbe clocher à peigne. On prête de curieux pouvoir à ses reliques, mystérieusement venues d’Alexandrie. On ignore comment les reliques de saint Men vinrent jusqu’à la Haute-Auvergne. Mais le patron de Gourdièges était, et reste encore, fort populaire dans la région. On invoquait ce saint pour la guérison de la gourme des enfants, et de ce que l’on appelait « le mal de Saint-Men ». Selon le docteur Brieude, ce mal, ou lèpre des grecs, était très commun dans la région qui va « des Monts Dômes jusqu’à Salers et aux confins du Limousin ». Il s’agissait de malheureux affligés de croûtes écailleuses, grisâtres ou roussatres, sur les sourcils, la face, les bras, les jambes et les cuisses.
L’église fut donnée au XIe siècle au prieuré de Saint-Flour, par Ladiarde, femme du comtour d’Apchon. Un château est également mentionné dans cette donation, dont il ne subsiste plus rien aujourd’hui.
De cette église primitive demeurent les murs, les contreforts et les deux fenêtres du chœur côté sud. Le bâtiment est donc d’aspect roman à l’extérieur mais il se révèle intégralement gothique en dedans. Le style des nervures, les colonnettes et leur décor évoquent fortement l’église de Villedieu, datable des années 1360. On peut donc situer à cette époque la reconstruction générale dans l’ancien cadre roman. La chapelle nord, le porche et le portail peuvent remonter au XIVe siècle ou au XVe siècle. Enfin, d’autres travaux intervinrent au XVIIIe siècle, comme l'atteste une inscription sur la fenêtre de la chapelle sud : « Je fus faite avec le clocher par Jean Bombal, 1776. » Ce clocher-peigne, en façade ouest, eut plusieurs fois à subir la foudre.
L’édifice se compose d’une nef de deux travées séparées du chœur par une sorte d’arc triomphal. Il est possible qu’on ait d’abord refait le chœur, semblable au style de Villedieu, puis plus tard la nef, d’un gothique différent.
Fours restaurés.